# 鉛練比古神社
鉛練比古神社（えれひこじんじゃ）は滋賀県長浜市に鎮座する神社である。

## 祭神
大山咋神を主祭神に、天日槍命を配祀する。

## 神紋
近衛牡丹

## 歴史
崇神天皇の頃、天日槍命の子孫がこの地を開拓し、祖神を祀ったと伝わる。後、延暦寺領となった際、同寺の鎮守であった日吉山王権現（大山咋神）を勧請、合祀した。元暦元年（1184年）境内地の寄進を受けたが、賤ヶ岳の戦いで社殿は荒廃した。慶長7年（1602年）、改めて除地の寄進を受け復興した。昭和55年（1980年）、境内地を北陸自動車道が通ることになったため、社殿等新築された。『延喜式神名帳』に記載されている近江国小社「鈆練日古神社」である（式内社）。明治9年（1876年）に村社に列格した。

## 祭祀
例祭 4月14日

## 境内社
- 愛宕神社
- 北野社
- 神明社
- 琴比羅社
- 長廣稲荷社
- 西天神社
- 慰霊社

## 境外社
- 大水別神社　…　式内社論社
- 水口社
- 野神社